# Goodyear Inflatoplane
Das Goodyear Inflatoplane (deutsch „Aufblasflugzeug“) war ein Experimentalflugzeug des US-amerikanischen Herstellers Goodyear Aircraft Corporation, einer Tochterfirma der Goodyear Tire & Rubber Company aus den 1950er-Jahren. Obwohl der Hersteller vor allem durch die Produktion von Luftschiffen bekannt wurde, stellte Goodyear im Zweiten Weltkrieg auch mehr als 4000 F4U Corsair als Goodyear FG in Lizenz her.
Das angestrebte Ziel bei der Entwicklung des Inflatoplane war die Produktion eines Leichtflugzeugs mit einer komplett „aufblasbaren“ Zelle, wobei die umfangreiche Erfahrung beim Bau von Luftschiffen genutzt werden sollte. Das Flugzeug war für unterschiedliche Aufgaben vorgesehen, so war z. B. geplant, das Flugzeug hinter den feindlichen Linien per Fallschirm abzuwerfen, um es abgeschossenen Piloten zu ermöglichen, mit Hilfe des Flugzeugs selbständig zurückzukehren.
Obwohl die Entwurfsvorgaben weitgehend erfüllt werden konnten, wurde das Flugzeug weder von der US Army noch von der US Navy übernommen. Die Gesamtproduktion betrug wahrscheinlich nur etwa zwölf Maschinen.

## Geschichte
Die Entwicklungsgeschichte des Inflatoplane ist mit der verfügbaren Literatur nicht eindeutig darstellbar. Ausgangsmuster war wahrscheinlich die GA-33, die im Dezember 1955 zum ersten Mal geflogen sein soll. Belegt ist, dass der Einsitzer, der ohne jegliche Schutzverkleidung für den Piloten flog, auf Fotos das Luftfahrzeugkennzeichen N39635 trug. In einer anderen Quelle wird diese Maschine bereits als Model 468 (GA-468) bezeichnet und als erste Konstruktion mit dem Erstflug am 13. Februar 1956 in der Entwicklungshistorie genannt. Bei der Beschreibung der GA-466/GA-468 in zwei weiteren Quellen wird die GA-33 ebenfalls nicht erwähnt.
Aus dem unverkleideten einsitzigen Prototyp wurde mit großer Wahrscheinlichkeit als Nächstes die mit einem verkleideten Cockpit versehene GA-447 entwickelt, die am 28. Mai 1957 ihren Erstflug gehabt haben soll. Angeblich sollen für das US Office of Naval Research (ONR) zehn Exemplare, einschließlich eines Zweisitzers, hergestellt worden sein.
Unstrittig ist, dass das Model 466, ein Zweisitzer, der als Antrieb einen McCulloch 4318E mit 65 PS verwendete, von der US Army erprobt und dort als XAO-2GI bezeichnet (A: Starrflügelflugzeug, O: Observation, s. a.: Bezeichnungssystem für Luftfahrzeuge der US Army von 1956 bis 1962) wurde. Das ebenfalls von der Army getestete einsitzige Model 468, von dem je fünf für die US Army und das ONR hergestellt wurden, trug die Army-Bezeichnung XAO-3GI.

## Konstruktion
Das Inflatoplane ist ein einmotoriger verspannter Schulterdecker mit Rechtecktragflächen.
Die Tragflächen und das Leitwerk wurden aus einem gummierten Gewebe (Airmat) hergestellt. Dies bestand aus zwei Nylongewebelagen, die geformt wurden durch Tausende von
eingewebten Flor-Fäden (dropped pile threads). Beim Aufpumpen mittels eines Kompressors oder auch mit einer Handpumpe wurden die zwei Lagen auseinandergedrückt und die Fäden strammgezogen, so dass die vorgesehene Oberflächenform erreicht wurde. Obwohl der vorgesehene Luftdruck für den Zweisitzer lediglich 8,5 psi, also etwa 0,6 bar und für den Einsitzer 7 psi (0,49 bar) betrug, war die Tragfläche ausreichend steif, um sogar im äußeren Bereich das Gewicht eines Mannes tragen zu können. Bei den letzten gebauten Exemplaren war ein Kompressor nachgerüstet, der den notwendigen Luftdruck im Innern auch nach Beschuss mit 0.30-Kaliber-Waffen (7,62 mm) sicherstellen sollte.
Der Rumpf bestand aus normalem gummierten Gewebe, das auch bei den Goodyear-Luftschiffen eingesetzt wurde. Der Motor, der einen Zweiblatt-Zugpropeller antrieb, war auf Höhe der Flächenhinterkante in ein Dreibeingestell eingebaut und zu den Tragflächen hin verspannt. Im „drucklosen“ Zustand konnte das zusammengefaltete Flugzeug einschließlich Triebwerk in einem Jeep oder im Kofferraum eines amerikanischen Personenwagens transportiert werden.

## Vergleichbare Flugzeugmuster
- Die M.L. Aviation Utility verfolgte Mitte der 1950er Jahre ebenfalls das Konzept eines einfach zu betreibenden Ultraleichtflugzeugs, das auch für militärische Zwecke nutzbar sein sollte. Hier war jedoch nur der Tragflügel aufblasbar, die Rumpfgondel bestand hingegen aus Holz.
- Auch die Ryan Flex Wing, deren Tragflächen nach dem Rogallo-Prinzip ausgelegt waren, wurde nach einem vergleichbaren Konzeptansatz entwickelt.

## Technische Daten
| Kenngröße                    | GA-466                            | GA-468                                                          |
| ---------------------------- | --------------------------------- | --------------------------------------------------------------- |
| Besatzung                    | 2                                 | 1                                                               |
| Länge                        | 6,0 m                             | 6,0 m                                                           |
| Spannweite                   | 8,5 m                             | 6,7 m                                                           |
| Leermasse                    | 130 kg                            | 102 kg                                                          |
| Startmasse                   | 336 kg                            | 250 kg                                                          |
| Höchstgeschwindigkeit        | 112 km/h                          | 115 km/h                                                        |
| Marschgeschwindigkeit        | 88 km/h                           | 96 km/h                                                         |
| Stallgeschwindigkeit         | 69 km/h                           | 59 km/h                                                         |
| Steigleistung auf Meereshöhe | 152 m/min                         | 170 m/min                                                       |
| Dienstgipfelhöhe             | 1980 m                            | 3140 m                                                          |
| Startstrecke                 | 120 m                             | 76 m                                                            |
| Landestrecke                 |                                   | 107 m                                                           |
| Höchstflugdauer              | 5,4 h                             | 6,5 h                                                           |
| Triebwerke                   | 1× McCulloch 4318E, 65 PS (48 kW) | 1× Vierzylinder-Zweitakt-Boxermotor Nelson H-63A, 44 PS (32 kW) |